# Djomon
Djomon è un arrondissement del Benin situato nella città di Avrankou (dipartimento di Ouémé) con 16.304 abitanti (dato 2006).